# 2024 dans la religion
 (janvier 2025).
Cet article présente les faits marquants de l'année 2024 dans la religion.